# Халапсина, Мария Ивановна
Мари́я Ива́новна Хала́псина (Мочало́ва) (7 августа 1887, Климкино, Козьмодемьянский уезд, Казанская губерния, Российская империя — 2 ноября 1973, Йошкар-Ола, Марийская АССР, РСФСР, СССР) — марийский советский педагог. Учитель Пертнурской школы Горномарийского района Марийской АССР (1909―1950, с перерывами). Заслуженный учитель школы РСФСР (1946).

## Биография
Родилась 7 августа 1887 года в дер. Климкино ныне Горномарийского района Марий Эл в семье крестьянина-середняка.
В 1906 году окончила Юматовскую 2-классную школу Козьмодемьянского уезда. В 1908 году сдала экстерном экзамены на звание народного учителя при Козьмодемьянском городском училище. Затем окончила Казанскую учительскую семинарию. 
В 1909―1950 годах (с перерывами) преподавала в Пертнурской, в 1913—1918 годах — в Чаломкинской, в 1937—1938 годах — Еласовской школах ныне Горномарийского района Марий Эл. В 1912—1913 годах была учителем в Хыркасинской школе (совр. Чувашия).
В конце 1920-х годов стала организатором колхоза в д. Парастаево, в  1929—1932 годах — счетовод и член правления колхоза в с. Пертнуры ныне Горномарийского района Марий Эл.
В 1946 году ей присвоено почётное звание «Заслуженный учитель школы РСФСР». Награждена медалью «За трудовую доблесть» и дважды — Почётной грамотой Президиума Верховного Совета Марийской АССР.

## Признание
- Заслуженный учитель школы РСФСР (1946)[2]
- Медаль «За трудовую доблесть» (1946)[2]
- Почётная грамота Президиума Верховного Совета Марийской АССР (1944, 1946)[2]